# (4945) Ikenozenni
(4945) Ikenozenni (1987 SJ) – planetoida z pasa głównego asteroid okrążająca Słońce w ciągu 4,13 lat w średniej odległości 2,57 j.a. Odkryta 18 września 1987 roku.